# Corvida
Corvida é considerada uma parvordem da subordem Passeri, na taxonomia de Sibley-Ahlquist. Outras taxonomias padrões colocam-na como infraordem. Recentes pesquisas sugerem que este grupo não é um clado distinto - um grupo dos aparentados mais próximos e mais nenhum outro - mas em vez disso um grado evolucionário. Sendo assim, tem sido abandonada nas propostas modernas, sendo substituída por um número de superfamílias que são consideradas um tanto basais entre os Passeri.
Foi suposto que a procriação cooperativa - presente em muitos membros das famílias Maluridae, Meliphagidae, Artamidae e Corvidae - é uma apomorfia comum a este grupo. Mas como evidenciado pela filogenia atual, este característica é resultante da evolução paralela, talvez porque os Passeri ancestrais tinham que competir contra muitas aves ecologicamente similares. 

## Posicionamento das famílias da parvordem "Corvida"
Nesta tabela, em ordem taxonômica, as famílias da parvordem Corvida segundo a taxonomia de Sibley-Ahlquist estão na coluna da esquerda. A coluna da direita contêm detalhes de seus posicionamentos na sistemática moderna.
Corvoidea e Meliphagoidea são colocadas basalmente entre os Passeri. Mas elas sáo, entretanto, grupos grandes o bastante para ser consideradas superfamílias em seu próprio sentido.
| Família (Sibley-Ahlquist)                         | Arranjo moderno                                                                          |
| ------------------------------------------------- | ---------------------------------------------------------------------------------------- |
| Menuridae                                         | A mais basal entre os Passeri, relatada a Atrichornithidae                               |
| Atrichornithidae                                  | Basal aos Passeri, relatada a Menuridae                                                  |
| Climacteridae                                     | Basal aos Passeri, relatada a Ptilonorhynchidae e Turnagridae                            |
| Maluridae                                         | Meliphagoidea. Subdivida em várias famílias                                              |
| Meliphagidae                                      | Meliphagoidea                                                                            |
| Pardalotidae                                      | Meliphagoidea. Subdividida em várias família; Pardalotidae pode pertencer a Meliphagidae |
| Petroicidae                                       | Passeri incertae sedis                                                                   |
| Orthonychidae                                     | Passeri incertae sedis, relatada a Pomatostomidae                                        |
| Pomatostomidae                                    | Passeri incertae sedis, relatada a Orthonychidae                                         |
| Cinclosomatidae                                   | Corvoidea incertae sedis, relações com a Pachycephalidae não resolvidas                  |
| Neosittidae                                       | Corvoidea                                                                                |
| Pachycephalidae                                   | Corvoidea incertae sedis, parafilética e relações com a Cinclosomatidae não resolvidas   |
| Dicruridae                                        | Corvoidea. Possivelmente parafilético.                                                   |
| Campephagidae (inicialmente incluída em Laniidae) | Corvoidea                                                                                |
| Oriolidae                                         | Corvoidea                                                                                |
| Icteridae                                         | Passerida: Passeroidea                                                                   |
| Artamidae                                         | Corvoidea                                                                                |
| Paradisaeidae                                     | Corvoidea                                                                                |
| Corvidae                                          | Corvoidea                                                                                |
| Corcoracidae                                      | Corvoidea                                                                                |
| Irenidae                                          | Passeri incertae sedis; relatada a Passeroidea ou Regulidae                              |
| Laniidae                                          | Corvoidea                                                                                |
| Prionopidae (inicialmente incluída em Laniidae)   | Corvoidea                                                                                |
| Malaconotidae (inicialmente incluída em Laniidae) | Corvoidea                                                                                |
| Vireonidae                                        | Corvoidea                                                                                |
| Vangidae                                          | Corvoidea                                                                                |
| Ptilonorhynchidae                                 | Basal Passeri, relata a Climacteridae e Turnagridae                                      |
| Turnagridae                                       | Basal Passeri, relatada a Climacteridae e Ptilonorhynchidae                              |
| Callaeidae                                        | Corvoidea?                                                                               |

Em adição, as seguintes famíllias não foram incluídas em "Corvida" embora suas relações intrínsicas são com táxons incluidas nela:
| Família          | Taxonomia Sibley-Ahlquist                | Taxonomia moderna |
| ---------------- | ---------------------------------------- | ----------------- |
| Melanocharitidae | Passerida                                | Corvoidea         |
| Paramythiidae    | Passerida (incluída na Melanocharitidae) | Corvoidea         |
| Platysteiridae   | Passerida (incluída na Muscicapidae)     | Corvoidea         |